# Edwin S. Underhill
Edwin Stewart Underhill, född 7 oktober 1861 i Bath, New York, död 7 februari 1929 i Coopers Plains, New York, var en amerikansk politiker (demokrat). Han var ledamot av USA:s representanthus 1911–1915.
Underhill efterträdde 1911 Jacob Sloat Fassett som kongressledamot och var kvar i representanthuset i fyra år fram till år 1915.
Underhill omkom 1929 i en bilolycka i Steuben County är begravd på Grove Cemetery i Bath.